# Serrat del Castellot
El Serrat del Castellot és un serrat situat en el municipi de Sant Esteve de la Sarga (Pallars Jussà), amb una elevació màxima de 1.001,3 metres.
Pren el nom de les restes d'un despoblat antic, actualment conegut com a Sant Martí de les Tombetes, on devia haver-hi una torre de guaita o castellot.
És un dels contraforts nord del Montsec d'Ares, de manera que baixa del Montsec cap al nord-nord-est, aproximadament a l'alçada -davant- del poble de Moror. El seu punt culminant, i enllaç amb el Montsec, és la Picota del Castellot, de 1.252,8 m. alt. Es considera que acaba damunt del barranc del Bosc, a 629,3 m. alt.